# Jonesia acuminata
Jonesia acuminata är en kräftdjursart som beskrevs av Georg Ossian Sars 1866. Jonesia acuminata ingår i släktet Jonesia och familjen Bythocytheridae. Arten är reproducerande i Sverige. Inga underarter finns listade i Catalogue of Life.